# Mlynčeky
Mlynčeky és un poble i municipi d'Eslovàquia. Es troba a la regió de Prešov, al nord del país.

## Història
La primera referència escrita de la vila data del 1896.

## Demografia
| Godina             | 1994 | 2004    | 2014   | 2024   |
| ------------------ | ---- | ------- | ------ | ------ |
| Nombre de persones | 535  | 620     | 657    | 710    |
| Diferència         |      | +15,88% | +5,96% | +8,06% |

| Godina             | 2023 | 2024   |
| ------------------ | ---- | ------ |
| Nombre de persones | 706  | 710    |
| Diferència         |      | +0,56% |